# Ritarungo
Ritarungo är ett australiskt språk som talades av 32 personer år 2006. Ritarungo talas i Nordterritoriet. Ritarungo tillhör de pama-nyunganska språken.